# 世纪帝国II：非洲王国
《世紀帝國II：非洲王國》是1999年即時戰略遊戲《世紀帝國II：帝王世紀》的第三個擴充資料片，僅限於Steam平台的HD版本。本資料片新增了三個非洲文明與非洲的建築風格。也新增了一個歐洲文明。遊戲中也增加了一些新單位、建築和物件。

## 內容

### 文明
於《世紀帝國II：非洲王國》中，新增了以下新文明，
每個文明都有一至兩種特色單位與兩種特色科技，各文明有其所屬的建築風格。相關資訊以最新版本以及遊戲內翻譯為主。
| 原名       | 文明       | 建築風格 | 文明定位       | 特色兵种             | 城堡時代特色科技         | 帝王時代特色科技 | 世界奇观原型     |
| ---------- | ---------- | -------- | -------------- | -------------------- | ------------------------ | ---------------- | ---------------- |
| Berbers    | 柏柏人     | 中東     | 騎兵與海軍種族 | 駱駝弓騎兵、標槍騎兵 | 聚居堡壘                 | 馬格里布駱駝     | 摩洛哥哈桑塔     |
| Ethiopians | 衣索比亞人 | 非洲     | 弓兵種族       | 彎刀勇士             | 皇族血脈                 | 扭力彈射器       | 拉利貝拉岩石教堂 |
| Malians    | 馬利人     | 非洲     | 步兵種族       | 飛刀女獵手           | 部落領袖                 | 驃悍精神         | 傑內大清真寺     |
| Portugese  | 葡萄牙人   | 地中海   | 海軍與火器種族 | 風琴砲、卡拉維爾戰艦 | 巨桅大帆船（克拉克帆船） | 火繩槍           | 里斯本貝倫塔     |

### 戰役
共新增4篇戰役，每個新文明皆有一篇的篇章。
- 塔里克．伊本．齊亞德

(711至732年)
在公元 8 世紀初期，塔里克·伊本·齊亞德帶領著一支柏柏人大軍，
衝著無盡的功名和榮華富貴，想要穿越大海，入主伊比利亞大陸。
他們的大軍能否擊敗可怕的西哥德步兵軍隊，
並甚至把戰火燒到庇里牛斯山脈另一頭的強大法蘭克梅羅文加王朝嗎？
在這個戰役中，您將使用柏柏人。
- 松迪亞塔

(1235世紀)
攻克名震一時的迦納帝國後，野心蓬勃的巫師之王蘇曼古魯仍不知滿足。
聽聞他有一把神奇的樂器，能幫他克敵制勝。他帶領著一幫蘇蘇國勇士建立了自己的帝國。
馬利的瘸腿王子松迪亞塔是否可以設法擊敗蘇曼古魯成為西非最強大的霸主呢？
在這個戰役中，您將使用馬利人。
- 法蘭西斯科．德．亞美達

(1476至1509年)
偏居歐洲一隅的葡萄牙人世代受戰爭所苦，他們經歷了數百年的貧困和危機。
而今，勇敢的葡萄牙探險家們已經從印度半島歸來，
帶給了生活在歐洲舊世界的葡萄牙人渴望已久的關於財富和榮耀的新希望。
您能否帶領葡萄牙艦隊去開創一個橫跨兩大洋三大洲的新帝國？
在這個戰役中，您將使用葡萄牙人。
- 游娣特

(960世紀)
傾國傾城的公主殿下遊娣特曾是阿克蘇姆皇室未來的接班人。
然而，她的侄子出於妒忌，誣陷她偷竊了教堂的聖物。
從此，她便被趕出皇室，流亡國外。
您將見識到這位沒落的公主是如何一步步奪回權利的寶座，成為一代女皇。
遊娣特公主復仇的故事甚至還震撼了衣索比亞人數個世紀！
在這個戰役中，您將使用衣索比亞人。